# Teruki Miyamoto
Teruki Miyamoto (Hiroshima, Prefectura d'Hiroshima, Japó, 26 de desembre de 1940 - Kitakyūshū, Prefectura de Fukuoka, 2 de febrer de 2000), és un exfutbolista i exentrenador japonès.

## Selecció japonesa
Teruki Miyamoto va disputar 58 partits amb la selecció japonesa. Va guanyar la medalla de bronze als Jocs Olímpics de Ciutat de Mèxic 1968.